# Helena Jiranová
Helena Jiranová (Tournai, 23 de mayo de 1995) es una velocista checa especializada en el salto de vallas, en las modalidades de 60 y 100 metros, que también ha participado en las modalidades de 400 metros y relevos 4 x 100 metros.

## Carrera
Comenzó su carrera deportiva en 2010, participando en su primera competición internacional al año siguiente, en la Festival Olímpico de la Juventud Europea que se celebraba en la ciudad turca de Trabzon, donde quedó séptima en la clasificación de los 400 metros, con un tiempo de 58,41 segundos. En  2013 el Campeonato Europeo de Atletismo Sub-20 terminó octava en el relevo de 4×400 metros. 
En 2014 participó en el Campeonato Europeo de Atletismo por Equipos que se celebró en la ciudad alemana de Brunswick. Consiguió su primera medalla de plata en el torneo en la modalidad de relevos 4 x 100 metros tras conseguir un tiempo de 58,41 segundos. No pasó de la fase final en los relevos 4 x 400 metros tras no poder mejorar un tiempo de 3:35,38 minutos. Ese mismo año, en el Campeonato Mundial Júnior de Atletismo de Eugene (Estados Unidos), no superó la semifinal en los 400 metros y una salida en falso en los relevos 4 x 400 metros descalificó a las cuatro participantes.
En 2017, en la Liga de Diamante, en la prueba suiza de la Athletissima, celebrada en Lausana, quedó séptima con sus compañeras en los relevos 4 x 100 metros, con una marca de 44,59 segundos. Posteriormente, en el Campeonato Europeo de Atletismo Sub-23 de Bydgoszcz (Polonia) consiguió su segunda medalla, ahora de bronce, en los 400 metros lisos (54,20 s. de marca); también quedó séptima en los 100 metros vallas, quedó desclasificada en los relevos de 4 x 100 metros y octava en la ampliada de 4 x 400 metros.
En 2019, en los Juegos Europeos de Minsk, quedó en duodécimo lugar en los 100 metros vallas. Más tarde ese año, en la Universiada celebrada en Nápoles (Italia), no superó la fase clasificatoria en los 100 metros vallas y consiguió un séptimo puesto en los relevos 4 x 100 metros.
Fue campeona de la República Checa en la categoría de 400 metros en los años 2014 y 2019, así como de 60 metros vallas y relevos 4 x 400 metros en 2019 también las dos.

## Resultados

### Por temporada
| Representando a República Checa | Representando a República Checa                   | Representando a República Checa | Representando a República Checa | Representando a República Checa | Representando a República Checa |
| ------------------------------- | ------------------------------------------------- | ------------------------------- | ------------------------------- | ------------------------------- | ------------------------------- |
| Año                             | Competición                                       | Lugar                           | Puesto                          | Modalidad                       | Marca                           |
| 2011                            | Festival Olímpico de la Juventud Europea          | Trebisonda                      | 7.ª (q)                         | 400 metros                      | 58,41 s.                        |
| 2013                            | Campeonato Europeo de Atletismo Sub-20            | Rieti                           | 8.ª                             | Relevos 4 x 400 metros          | 3:43,36 m.                      |
| 2014                            | Campeonato Europeo de Atletismo por Equipos       | Brunswick                       | 2.ª                             | Relevos 4 x 100 metros          | 58,41 s.                        |
| 2014                            | Campeonato Europeo de Atletismo por Equipos       | Brunswick                       | 3.ª (F1)                        | Relevos 4 x 400 metros          | 3:35,38 m.                      |
| 2014                            | Campeonato Mundial Júnior de Atletismo            | Eugene                          | 7.ª (SF2)                       | 400 metros                      | 55,06 s.                        |
| 2014                            | Campeonato Mundial Júnior de Atletismo            | Eugene                          | -                               | Relevos 4 x 400 metros          | DQ                              |
| 2017                            | Liga de Diamante - Athletissima                   | Lausana                         | 7.ª                             | Relevos 4 x 100 metros          | 44,59 s.                        |
| 2017                            | Campeonato Europeo de Atletismo Sub-23            | Bydgoszcz                       | 7.ª                             | 100 metros vallas               | 13,47 s.                        |
| 2017                            | Campeonato Europeo de Atletismo Sub-23            | Bydgoszcz                       | 3.ª                             | 400 metros                      | 54,20 s.                        |
| 2017                            | Campeonato Europeo de Atletismo Sub-23            | Bydgoszcz                       | -                               | Relevos 4 x 100 metros          | DQ                              |
| 2017                            | Campeonato Europeo de Atletismo Sub-23            | Bydgoszcz                       | 8.ª                             | Relevos 4 x 400 metros          | 3:38,13 m.                      |
| 2019                            | Juegos Europeos                                   | Minsk                           | 12.ª                            | 100 metros vallas               | 13,55 s.                        |
| 2019                            | Universiada                                       | Nápoles                         | 5ª (Q3)                         | 100 metros vallas               | 13,83 s.                        |
| 2019                            | Universiada                                       | Nápoles                         | 7.ª                             | Relevos 4 x 100 metros          | 45,83 s.                        |
| 2021                            | Campeonato Europeo de Atletismo en Pista Cubierta | Toruń                           | 8.ª (SF2)                       | 60 metros vallas                | 8,25 s.                         |
| 2022                            | Campeonato Mundial de Atletismo en Pista Cubierta | Belgrado                        | 7.ª (H2)                        | 60 metros vallas                | 8,25 s.                         |
| 2022                            | Campeonato Mundial de Atletismo                   | Eugene                          | 5.ª (H4)                        | 100 metros vallas               | 13,37 s.                        |
| 2022                            | Campeonato Europeo de Atletismo                   | Múnich                          | 4.ª (H1)                        | 100 metros vallas               | 13,50 s.                        |

### Mejores marcas
| Disciplina                        | Marca    | Lugar   | Fecha                   |
| --------------------------------- | -------- | ------- | ----------------------- |
| 60 metros vallas (pista cubierta) | 8,03 s.  | Ostrava | 3 de febrero de 2022    |
| 100 metros vallas                 | 13,36 s. | Tábor   | 25 de julio de 2017     |
| 400 metros lisos                  | 53,77 s. | Praga   | 26 de mayo de 2017      |
| Relevos 4 x 100 metros            | 43,99 s. | Berlín  | 1 de septiembre de 2019 |